# Quito-Gletscher
Der Quito-Gletscher (spanisch Glaciar Quito) ist ein Gletscher im Norden von Greenwich Island im Archipel der Südlichen Shetlandinseln. Er mündet mit nördlicher Fließrichtung unmittelbar östlich des Punta Cuenca in die Guayaquil Bay.
Teilnehmer einer ecuadorianischen Antarktisexpedition benannten ihn um 1990 nach Ecuadors Hauptstadt Quito.